# Uruoca
Uruoca este un oraș în statul Ceará (CE) din Brazilia.